# Andries Van den Abeele

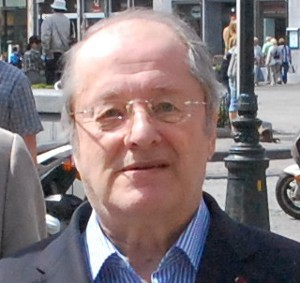
Andries Van den Abeele in 2010.

Andries Maurice Jean Marie Van den Abeele (Brugge, 12 april 1935) is een Belgisch voormalig industrieel en politicus voor de CVP en vervolgens de VLD. Hij is monumentenzorger en historicus.

## Levensloop
Van den Abeele volgde zijn lagere en middelbare studies aan het Sint-Lodewijkscollege in Brugge, het Sint-Jozefscollege in Aalst en het Sint-Jan Berchmanscollege in Brussel. Daarna behaalde hij zijn kandidaatsdiploma in de wijsbegeerte en letteren aan de Universitaire faculteiten Notre-Dame de la Paix van Namen.
Hij was van 1960 tot 1997 bestuurder van Van den Abeele N.V. Hij huwde in 1966. Ze hebben drie kinderen en zeven kleinkinderen. Van den Abeele stichtte met enkele vrienden in 1965 de vereniging Marcus Gerards voor het behoud en de renovatie van het bouwkundig erfgoed in Brugge. Van deze vereniging was hij vele jaren secretaris en thans voorzitter.
Hij was oorspronkelijk lid van de Vlaamse christendemocratische CVP, maar stapte in 1992, na een aantal jaren van politieke inactiviteit, over naar de Vlaamse liberale VLD. Hij was gemeenteraadslid van Brugge van 1965 tot 1982 en van 1994 tot 1996. Gedurende ruim vijf jaar, van februari 1972 tot mei 1977, was hij schepen voor financiën en stadsvernieuwing in Groot-Brugge. 
Over stadsvernieuwing en monumentenzorg schreef hij talrijke artikels en rapporten en was hij ook vaak rapporteur, inleider of spreker op bijeenkomsten en congressen. In 1980 verscheen in de reeks 'Steden van België' (uitgave Artis-Historia) van zijn hand (samen met Paul Van Leirsberghe, die instond voor het gedeelte 'Legenden van Brugge'). Het werd uitgegeven in een oplage van 140.000 exemplaren in het Nederlands en 60.000 in het Frans. Het behandelde de stad zowel op historisch, cultureel als artistiek vlak. De daaropvolgende jaren publiceerde hij nog diverse boeken en artikels over het onroerend erfgoed en de geschiedenis van Brugge.
Op 14 april 2025 werd hij gevierd in de gotische zaal van het stadhuis van Brugge, tijdens een feestzitting met toespraken van Dirk Van den Bossche, burgemeester Dirk De fauw, Werner Desimpelaere, Paul Trio en hemzelf, ter gelegenheid van zijn 90e verjaardag.

## Functies
In 1979 werd Van den Abeele voorzitter van de Provinciale Commissie West-Vlaanderen van de Koninklijke Commissie voor Monumenten en Landschappen. In 1980 werd hij ondervoorzitter, in 2000 voorzitter. Vanaf 12 april 2010 was hij erevoorzitter van de Koninklijke Commissie voor Monumenten en Landschappen. 
Overige functies:
- stichtend voorzitter en bestuurslid vzw Het Orgel in Vlaanderen
- stichtend voorzitter vzw Marcus Gerards, Brugge
- lid raad van bestuur Koninklijke Vereniging der Historische Woonsteden en Tuinen van België (KVHWTB) (tot 2017)
- ondervoorzitter Vereniging voor de Bescherming van het onroerend cultureel erfgoed
- voorzitter en erevoorzitter Koninklijke Heemkundige Kring Maurits Van Coppenolle vzw, Brugge.
- medestichter, voorzitter en erevoorzitter postuniversitair Centrum R. Lemaire voor conservatie, KUL, Leuven
- bestuurder Europacollege Brugge (1975-1978)
- voorzitter en erevoorzitter ICOMOS-België (Internationale Raad voor monumenten en landschappen)
- voorzitter Internationaal Comité 'Villes Historiques', ICOMOS.
- erelid ICOMOS (2020)
- voorzitter en erevoorzitter vzw Informatiecentrum voor architectuur, stedenbouw en design (CIAUD-ICASD), Brussel
- voorzitter Belgisch Comité voor het Europees Jaar van het Leefmilieu (1986-1988)
- voorzitter Stuurgroep monumentenzorg en milieu binnen de Koning Boudewijnstichting (1988-1990)
- stichtend voorzitter Vereniging van historische steden in België (1973-1977)
- voorzitter Verbond van christelijke werkgevers (VKW), afd. Brugge
- voorzitter Verbond van Christelijke Werkgevers (VKW), afd. West-Vlaanderen
- bestuurslid Verbond van Christelijke Werkgevers (VKW)
- bestuurslid Kamer van Koophandel, Brugge
- consulair rechter, Rechtbank van koophandel, Brugge
- bestuurder en commissaris van de nv Maatschappij van de Brugse Zeevaartinrichtingen (MBZ)
- bestuurslid Genootschap voor Geschiedenis te Brugge
- bestuurder vzw Musica Antiqua, Festival van Vlaanderen Brugge
- bestuurder Cultuurbibliotheek Brugge, Brugge
- bestuurslid vzw Moritoen, Brugge
- bestuurslid vzw Collegium Instrumentale Brugense, Brugge
- voorzitter, erevoorzitter en bestuurslid Centrum Ryckevelde en Stichting Ryckevelde
- bestuurslid Belgisch Centrum voor het Beeldverhaal, Brussel
- mede-oprichter en bestuurder SOS voor een Leefbaar Brugge
- redactielid 2000 Jaar Brugge en de Bruggelingen - Het Brugge van toen en nu - De 25 Dagen van Vlaanderen (uitgeverij Waanders, Zwolle).
- lid Trends Genootschap
- redactielid Bulletin De Vereniging van de Adel van het Koninkrijk België
- mede-oprichter van het conservatieve Vlaamse opinieblad Nucleus
- luitenant (R) e.r. van het Vliegwezen

## Onderscheidingen
- Op 22 mei 1989 werd hem erfelijke adeldom en de persoonlijke titel van baron verleend. Zijn wapenspreuk luidt Conservare ac procedere.
- Commandeur in de Kroonorde
- Chevalier des Arts et des Lettres (Frankrijk)
- Laureaat van de Arbeid, gouden ereteken
- Ridder in de Orde van 't Manneke uit de Mane
- In 2018 ontving hij de SchrijversUil, uitgereikt door Wikimedia Nederland, als waardering van zijn bijdragen aan Wikipedia.
- In 2020 ontving hij de Prijs van de Culturele Rad van de stad Brugge
- In 2020 werd hij tot erelid benoemd van de Internationale Raad voor Monumenten en Landschappen (ICOMOS)

## Wapen
|  | BlazoeneringGepaald, tegengepaald van keel en zilver, van zes stukken, een leeuw van azuur, over alles heen. WapenverlenerBoudewijn van België VergundBrussel, 22 mei 1989 WapenvoerderAndries Van den Abeele RangkroonBaron HelmtekenVis van zilver DekkledenKeel en zilver HelmVan zilver, gekroond, getralied, gesierd en omboord van goud, gevoerd en gehecht van keel. SchildhoudersTwee opvliegende zwanen van natuurlijke kleur. Wapenspreuk"Conservare ac procedere" in letters van zilver, op een lint van keel. |

## Publicaties

### Boeken
- De Brugse agglomeratie. Voorstellen en suggesties voor een betere samenwerking (samen met studiecommissie onder voorzitterschap van Jan De Mey), Brugge, VVP Jonge Ploegen, 1964.
- Uw burgemeester spreekt tot u, Brugge, 1965.
- August Van den Abeele, Brugge. Arbeidsreglement, sociaal leven, sociale voorzieningen, Brugge, 1965.
- Emiel Van den Abeele - een vechter, Tielt, Lannoo, 1969.
- Structuurplan Brugge, i.s.m. verschillende auteurs, Brugge, Die Keure, 1976.
- Structuurplan Brugge, drie jaar later. Voorlopige conclusies en ervaringen, Brugge, Die Keure,  1979.
- Steden van België - Brugge, i.s.m. Paul Van Leirsberghe, uitgave Artis Historia, 1980 - Ook Franse uitgave
- Het negentiende-eeuws Sint-Jan, een monument , Brugge, Vzw Marcus Gerards, 1981.
- Witboek van het cultureel onroerend erfgoed, i.s.m. verschillende auteurs - 
  - Franse uitgave, Livre blanc du patrimoine culturel immobilier, Brussel, Koning Boudewijnstichting, 1982.
- Ik kom u te vragen een uytsteekbart, Brugge, Maurits Van Coppenolle, 1983.
- Uit het leven van schadebeletter Carolus Coucke, Brugge, 1984.
- La Réunion des Amis du Nord à Bruges, une résurrection manquée, Brugge, 1986.
- Van achter de wilgen, delen 1 tot en met 7, Roeselare, Roularta, 1986-1992.
- (samen met Christopher Webster) Architect Robert D. Chantrell en de kathedraal van Brugge, Brugge Heemkundige Kring Maurits Van Coppenolle, 1987.
- In Brugge onder de Acacia. De vrijmetselaarsloge ‘La Parfaite Egalité’ (1765-1774) en haar leden, Brugge, Die Keure, 1987 ISBN 90-6200-166-1.
- De Kortrijkse vrijmetselaarsloge L'Amitié, Kortrijk, De Leiegouw, 1989.
- Brugge mort, Antwerpen, Hadewich, 1990.
- De kinderen van Hiram. Vrijmetselaars en Vrijmetselarij , ISBN 90-72411-75-7, Roeselare, Roularta Books, 1991. 
  - tweede, herwerkte en aangevulde editie in mei 2011 ISBN 9789086792665, Roeselare, Roularta, 2011.
- Les enfants d'Hiram, francs-maçons et franc-maçonnerie, ISBN 90-5466-011-2, Roeselare, Roularta, 1992.
- Makelaars en handelaars, i.s.m. Michaël Catry, Brugge, Kamer van Koophandel, 1992.
- Tuinen en verborgen hoekjes in Brugge, Luik, Ed. du Perron, 1992, i.s.m. Hugo Maertens. ISBN 90-73516-30-7.
  - Franse uitgave: Jardins et coins secrets de Bruges ISBN 2-87114-148-7
  - Engelse uitgave: Gardens and secret places in Bruges ISBN 2-87114-152-5
- Brugge, stad met vele gezichten, i.s.m. Hugo Maertens en Frans Verleyen. ISBN 2-87114-108-8. 
  - Franse uitgave: Bruges aux cent visages ISBN 2-87114-105-3
  - Engelse uitgave: Bruges, a city of many faces ISBN 2-87114-109-6, Luik, Ed. du Perron, 1994.
- Het ridderlijk gezelschap van de Witte Beer, Brugge, 2000, ISBN 90-802756-7-0
- Epitaaf voor Dirk De Witte, Brugge, 2002, ISBN 90-802756-9-7
- Joseph François Marie Justin comte de Viry, un parcours européen, Viry, Soc. Salévienne, 2005.
- De Balie van Brugge. Geschiedenis van de Orde van advocaten in het gerechtelijk arrondissement Brugge (1810-1950), Brugge, 2009 ISBN 978-90-4960-0228.
- Kinderjaren in Brugge, Brugge, 2016, ISBN 978-90-7952-8332.

## Voetnoot
1. ↑  Dries Van den Abeele 90. 12 april 2025 (bibliografie). Vzw Marcus Gerards, Brugge (14 april 2025).
2. ↑  Luc Duerloo, Paul Janssens, Wapenboek van de Belgische adel: van de 15ᵈᵉ tot de 20ˢᵗᵉ eeuw (Brussel: Gemeentekrediet van België, 1992-1994), p. 2.

- Digitale Bibliotheek voor de Nederlandse Letteren: abee017
- Gemeinsame Normdatei: 1055764577
- International Standard Name Identifier: 0000 0000 6152 0713
- Library of Congress Control Number: n88217719
- MusicBrainz: 6133f231-243d-4c49-90c6-ae74597c36b1
- Nederlandse Thesaurus van Auteursnamen: 073223735
- Virtual International Authority File: 31098937
- WorldCat: E39PBJwHm98XJ3gqcxxvqFMQMP